# ローグ (映画)
『ローグ』（原題：Rogue）は、娘のイザベラと共同で脚本を書いたM・J・バセット監督による2020年製作のアメリカのアクションスリラー映画。
本作は、ミーガン・フォックスが主演を務めた。アフリカで窮地に陥った傭兵チームが、現地の武装勢力と雌ライオンの両方を相手に生き残りをかけて戦う姿を描く。本作は2020年8月28日に公開された。

## あらすじ
東アフリカの草原で、サマンサ・オハラと彼女の多国籍傭兵チーム（ジョーイ・カシンスキー、マイク・バラサ、ボー・イン、イライジャ・デッカー、パタ、TJ）が、知事の娘であるアシラ・ウィルソンを救出するために派遣される。アシラと彼女の2人の友人、クロエとテッサは、犯罪の支配者であるザラムによって身代金目的で誘拐されていた。救出任務は成功するも、平原を横切ってザラムの部下たちが追いかけてくる間、崖の上で激しい銃撃戦が起こり、そこでTJが殺されたことで、生存者たちは下の川に飛び込んで逃げることを余儀なくされてしまう。海岸線でチームを再編成したサマンサは、チームに通信できる文明の利器を見つけて依頼主に脱出を要求するように命令する。口論していると、クロエがワニに殺されてしまう。チームは異常な状況に動揺するが、先に進むことを強いられる。
移動中、チームは放棄されたゲームファームに出くす。イライジャは、そこが外国のペットを取引するために野生動物を売買することを専門とする密猟者のものであると確認する。夜になって、チームは、檻から逃げて以前の居住者を虐殺した一匹の雌ライオンに自分たちが追跡されていることに気付く。イライジャが最初に殺され、ボーが雌ライオンに殴られ、重傷を負う。サマンサとジョーイはなんとか発電機を見つけて、脱出を要求するために電力を供給する。しかし、バラサが雌ライオンに激しく襲われ、それを回避するのを助ける。パタはチームに、アシラは身代金のためだけでなく、彼女の父親が地域全体の支配権を与えられたため、そして彼は元アル・シャバブの戦士であったために誘拐されたのだと語る。多くの出来事がテッサのショックを与える。パタはまた、彼が過激派グループを去った後、反政府勢力が彼の家族を殺したと彼らに話す。
ザラムと彼の部下たちがチームを追っているとき、ジョーイは雌ライオンに襲われるが、サマンサはその襲撃をそらすことに成功する。その後の戦いの間に、サマンサとパタは何とかザラムの部下のほとんどを殺し、アシラも1人を殺す。パタはマサフに立ち向かい、家族の復讐を果たすも反乱軍に殺されてしまう。反乱軍もすぐに雌ライオンに虐殺されてしまう。ジョーイのそばで、ボーが怪我で亡くなる。ザラムはテッサを捕まえるが、サマンサが現れ、雌ライオンが獲物を待つ納屋にザラムを誘い込む。雌ライオンはザラムを殴り殺し、サマンサと向き合うが、子ライオンの鳴き声を聞くや、彼女に危害を加えることなく去っていく。夜が明けると、残りの生存者たちでヘリコプターが到着する脱出ポイントへと向かう。

## キャスト
※括弧内は日本語吹替
- サマンサ・“サム”・オハラ - ミーガン・フォックス（甲斐田裕子）

傭兵部隊のリーダー。
- ジョーイ・カシンスキー - フィリップ・ウィンチェスター（田島章寛）

多国籍傭兵チームの一員。
- マイク・バラサ - グレッグ・クリーク（友島光貴）

多国籍傭兵チームの一員。ライオンに襲われて死亡。
- アシラ・ウィルソン - ジェシカ・サットン

知事の娘。
- クロエ - キャリ・テイラー（髙尾ゆき）

アシラの友人。ワニに食べられてしまう。
- ボー・イン - ケネス・フォク（佐藤正幸）

多国籍傭兵チームの一員。
- テッサ - イザベル・バセット

アシラの友人。
- イライジャ・デッカー - ブランドン・オーレ（中村大志）

多国籍傭兵チームの一員。
- ザラム - アダム・ディーコン

犯罪組織の支配者。
- パタ - シサンダ・ヘナ

多国籍傭兵チームの一員。反政府組織の元メンバーだった過去を持つ。
- Maskakh - Tamer Burjaq
- TJ - リー・アン・リンドバーグ

多国籍傭兵チームの一員。
- アルフレッド - オースティン・シャンドゥ

## 製作
M・J・バセットはもともと、小さなペットのプロジェクトになることを意図して、娘と一緒に脚本を書いた。その脚本を読んだプロデューサーたちは、「これはスタービークルになるかもしれない」と考え、フォックスのエージェントに脚本を送り、翌日には受け入れられた。南アフリカの制作会社であるマネキン・ピクチャーズが実際の制作をコントロールしつつ、2019年12月に、南アフリカのヨハネスブルグから約40マイル離れたゲームファームで撮影は行われた  。

## 公開
『ローグ』の予告編は、2020年7月20日に公開された。 2020年8月28日に米国でデジタルリリースされ、その後9月1日にブルーレイとDVDが発売された
米国でのリリースの最初の2週間を通じて、この映画はDVDとBlu-rayの売り上げも併せて、合計878,284ドルに達した。

## 批評
レビュー収集サイトであるRotten Tomatoesで、この映画は9件のレビューに基づいて67％の承認率を保持しており、平均評価は5.5 / 10となっている。